# Sisters (film giugno 1912)
Sisters è un  cortometraggio muto del 1912. Il nome del regista non viene riportato nei credit del film che, prodotto dalla Champion Film Company di Mark M. Dintenfass, fu interpretato da William C. Cooper e Julia Hurley. Il film segna il debutto cinematografico di Dixie Compton.
In novembre, uscì un altro Sisters, prodotto dalla Victor Film Company e distribuito anche questo dall'Universal Film Manufacturing Company.

## Produzione
Il film fu prodotto dalla Champion Film Company, una compagnia indipendente che Dintenfass aveva fondato nel 1909, stabilendone gli studi a Fort Lee, nel New Jersey.

## Distribuzione
Distribuito dall'Universal Film Manufacturing Company, il film - un cortometraggio di una bobina - uscì nelle sale cinematografiche USA il 24 giugno 1912.